# 龔仲慶
龔仲慶（1550年—？），字惟長，號寿亭，湖廣荊州府公安縣人，民籍，明朝政治人物。

## 生平
萬曆七年（1579年）己卯科湖廣鄉試第三名舉人，萬曆八年（1580年）中式庚辰科會試第三十九名，三甲第九十八名進士。刑部觀政，本年授行人司行人，十三年选授福建道監察御史，十三年（1585年）七月被貶外任，降为磁州判官。十五年升汝宁府推官，七月升南京户部主事，十六年升兵部员外郎。
龚仲庆是公安三袁的母舅。

## 家族
曾祖龔永禔；祖父龔如鑾，封刑部主事 贈按察司副使；父龔大器，河南左布政使。母趙氏（累封恭人）。具慶下。兄龔仲敏，號吉亭，鸿胪寺署丞。次兄龔仲敏，字惟学，号逊亭，又号夹山，萬曆癸酉貢士，歷官山东嘉祥知县、太原知县、岚县知县。